# Mariveles
Mariveles là một đô thị cấp một ở tỉnh Bataan, Philippines. Theo điều tra dân số năm 2015, đô thị này có dân số 127.536 người trong.

## Các đơn vị hành chính
Mariveles, về mặt hành chính, được chia thành 18 khu phố (barangay).
| - Alas-asin - Alion - Batangas II - Lucanin - Townsite - Cabcaben - Mt. View - Baseco Country (Nassco) - Sisiman | - Malaya - Maligaya - Poblacion - San Carlos - San Isidro - Balon Anito - Ipag - Camaya - Biaan |